# Ligand (biochemie)

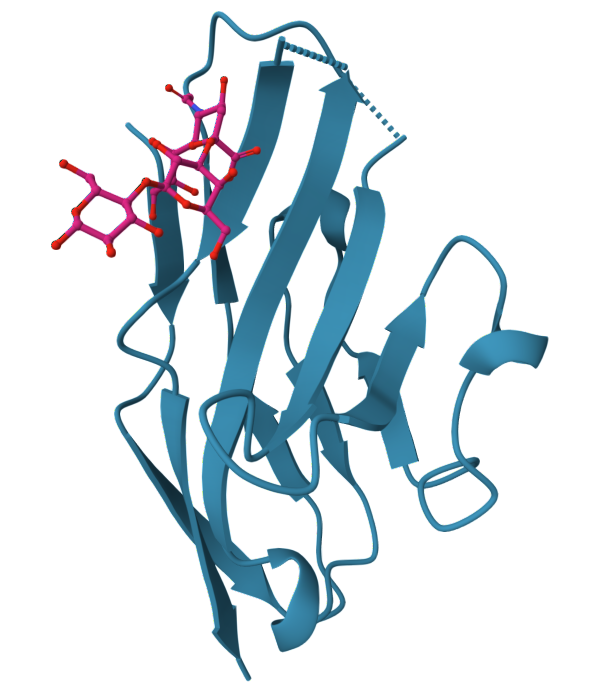
Een koolhydaatmolecuul (rood) bindt als ligand aan een receptormolecuul

Een ligand in de biochemische betekenis van het woord is een molecuul dat aan de bindingsplaats van een ander, doorgaans groter molecuul kan binden, zoals een signaalmolecuul aan een membraaneiwit. Een ligand kan alleen een binding aangaan met een specifiek doelmolecuul, meestal een eiwit of nucleïnezuur. Binding van een ligand heeft vaak een biologische functie, zoals stabilisatie, katalyse, regulatie van een enzymatische activiteit of signaaltransductie. Bij eiwitten kan ligandbinding een conformatieverandering van het doelmolecuul veroorzaken.
Ligandbinding vindt plaats door intermoleculaire krachten, zoals ioninteracties, waterstofbruggen en vanderwaalskrachten. Als een ligand bindt aan een receptoreiwit, verandert de ruimtelijke structuur, zodat de receptor de actieve of inactieve vorm aanneemt. Liganden omvatten signaalmoleculen, substraten, inhibitors, activators en neurotransmitters. De mate van ligandbinding is de affiniteit van het ligand voor het doeleiwit.